# 苏维尼
苏维尼（法語：Souvigny，法語發音：[suviɲi]）是法国阿列省的一个市镇，位于该省中部偏北，属于穆兰区。

## 地理
苏维尼（46°32'5"N, 3°11'31"E）面积44.35 平方千米，位于法国奥弗涅-罗讷-阿尔卑斯大区阿列省，该省份为法国中部省份，北起涅夫勒省、西北接谢尔省，西南至克勒兹省，南至多姆山省，东南临卢瓦尔省，东临索恩-卢瓦尔省。
与苏维尼接壤的市镇（或旧市镇、城区）包括：欧特里伊萨尔、贝松、布雷索勒、库朗东、克雷桑日、马里尼、梅耶、阿列省努瓦扬、圣默努。

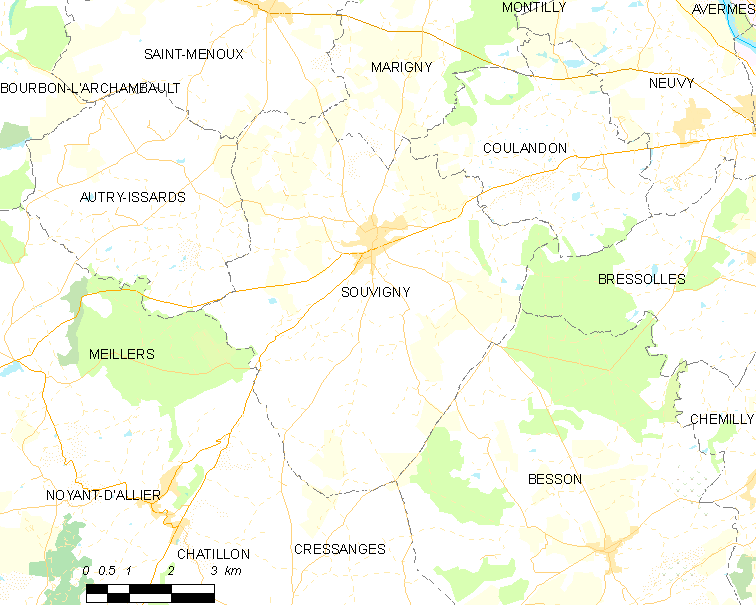
苏维尼的OSM定位图

苏维尼的时区为UTC+01:00、UTC+02:00（夏令时）。

## 行政
苏维尼的邮政编码为03210，INSEE市镇编码为03275。

## 政治
苏维尼所属的省级选区为苏维尼县。

## 人口

1962-2008年间苏维尼人口变化图示

苏维尼于2022年1月1日时的人口数量为1717人。